# Маяк Спринг-Пойнт
Маяк Спринг-Пойнт (англ. Spring Point Ledge Light) — маяк, расположенный перед небольшими скалами на входе в гавань города Портленд, округ Камберленд, штат Мэн, США. Административно принадлежит городу Саут-Портленд. Построен в 1897 году. Автоматизирован в 1960 году.

## Местоположение
Маяк расположен в заливе Кескоу, перед небольшими скалами на входе в гавань города Портленд. Подобные одиноко стоящие среди толщи воды маяки называют «маяки-свечки» (англ. sparkplug lighthouse), поскольку по форме они напоминают автомобильную свечу зажигания.

## История
После обретения США независимости Портленд стал важным торговым портом, оборот которого с каждым годом увеличивался. Путь в гавань города Портленд обеспечивал маяк Портленд-Хед, но его было недостаточно. Скалы, расположенные близ мыса Спринг-Пойнт на пути в гавань Портленда, были причиной неоднократных кораблекрушений. В 1895 году Конгресс США выделил 20 000 $ на строительство маяка, и дополнительно 25 000 $ в 1896 году. Конкурс на проведение строительства выиграл Томас Дуайер, также построивший маяк Лубек-Канала и маяк Гус-Рокс по аналогичным проектам. Строительство было завершено в феврале 1897 года. Он представлял собой коническую чугунную конструкцию на бетонном основании, которая является одновременно и маяком, и домом смотрителя. В 1934 году маяк был электрифицирован. В 1951 году был построен волнорез, соединяющий маяк с материком. Он был автоматизирован Береговой охраной США в 1960 году.
22 апреля 1998 года права на здание маяка были переданы Spring Ledge Light Trust, Береговая охрана сохранила в собственности световой и противотуманный сигналы. 22 мая 1999 года маяк был открыт для посещения.
В 1988 году он был включен в Национальный реестр исторических мест.

## Фотографии
- Открытка, выпущенная между 1930 и 1945 годом
- На фоне фрегата типа «Гарсия» USS Brumby[англ.]
- Элементы декора маяка